# Turandot (Puccini)

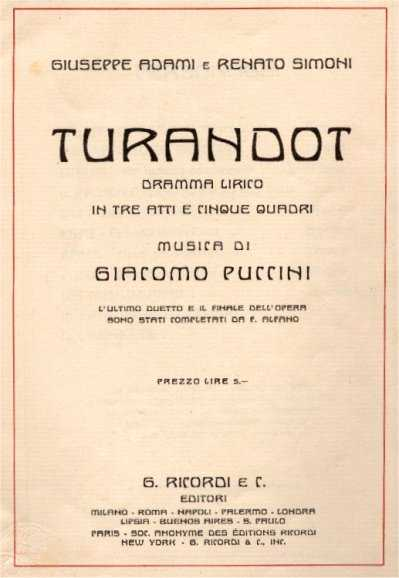
Portada del libreto de la ópera Turandot de G. Adami y R. Simoni, drama lírico en tres actos y cinco cuadros con música de Giacomo Puccini, editado por G. Ricordi & C. Milán. La ópera se estrenó en el Teatro de La Scala de Milán el 25 de abril de 1926.

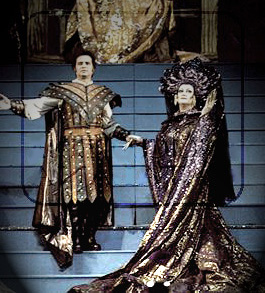
Pedro Lavirgen y Montserrat Caballé como Calaf y Turandot.

Turandot es una ópera en tres actos con música de Giacomo Puccini y libreto en italiano de Giuseppe Adami y Renato Simoni. La ópera, inconclusa por la muerte de Puccini, fue completada por Franco Alfano y estrenada el 25 de abril de 1926 en La Scala de Milán.
Una de las partes más difíciles de la ópera se encuentra en el segundo acto, y se inicia con la frase In questa reggia, cuando Turandot explica la razón de su comportamiento. Musicalmente, esta parte exige sobreagudos a cargo de la soprano que, combinados con la capacidad wagneriana que requiere el personaje, la hacen particularmente difícil. En el tercer acto se encuentra una de las arias más conocidas para tenor, Nessun dorma, que representa la victoria del amor sobre el odio, donde la guardia de Turandot clama que nadie se duerma para descifrar el nombre del joven héroe Calaf y éste los secunda triunfante, interpretando la famosa aria. Otro aspecto musicalmente notable es el enfrentamiento entre tenor y soprano, en el segundo acto, que muchos comparan con lo que hizo antes Puccini en Tosca, también en el segundo acto, cuando enfrenta las voces del barítono y la soprano, Scarpia y Tosca.

## Historia

### Composición

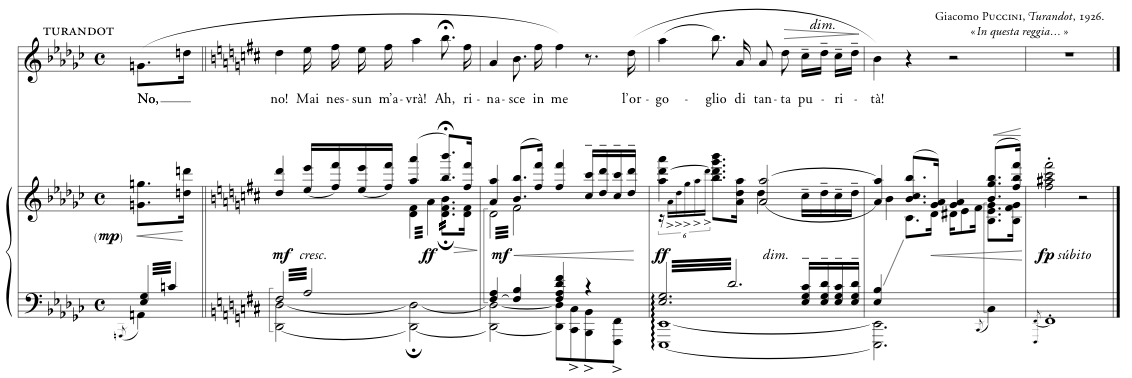
Cita del aria In questa reggia

Turandot es un nombre de origen persa que significa 'La hija del Turán'. Turán es una región de Asia Central que pertenecía al Imperio persa.
El origen de la historia de Turandot se remonta al poema titulado Las siete bellezas o Las siete princesas, obra de Nezamí Ganyaví, uno de los grandes poetas épicos de la literatura persa.
Este poema relata la historia de un príncipe persa de la época sasánida, que tenía 7 princesas, cada una de ellas proveniente de un lugar distinto del imperio: Egipto, China, Rusia, Grecia, Turquía, India, Asia central. La cuarta princesa, de origen ruso, no encontraba ningún hombre que fuera digno de ella, y por eso se encerró en una fortaleza y declaró que se entregaría al hombre que la encontrara y pudiera resolver una serie de enigmas. Pero, antes, debía pasar por su “puerta secreta guardada por misteriosas espadas que amenazan con decapitar al intrépido” y donde los candidatos morían.
Esta historia fue recogida por François de la Croix, un orientalista francés contemporáneo de Antoine Galland, traductor de Las mil y una noches, en una colección de cuentos llamada Los mil y un días. En esta obra se hace una transposición cultural de la princesa rusa original a una fría y cruel princesa china llamada “Turandokht”. Esta transposición tiene como objeto acentuar el carácter exótico de la historia.
A partir de este relato, Carlo Gozzi creó una tragicomedia al estilo de la comedia del arte, que luego fue recreada por el poeta alemán Friedrich Schiller. El texto de la ópera está basado en una traducción italiana de esta obra.
Puccini comenzó a trabajar en Turandot en marzo de 1920 después de reunirse con los libretistas Giuseppe Adami y Renato Simoni. Inició la composición en enero de 1921. En marzo de 1924, había completado la ópera hasta el dueto final. Sin embargo, no había quedado satisfecho con el libreto del dúo y no reanudó el trabajo hasta el 8 de octubre, escogiendo la cuarta versión que hizo Adami del texto. El 10 de octubre diagnostican a Puccini cáncer de garganta y muere pocas semanas después, el 29 de noviembre, dejando tan solo treinta y seis páginas con esbozos sobre el final de Turandot. Puccini también dejó instrucciones para que Riccardo Zandonai terminara la ópera, sin embargo su hijo Tonio objetó esta decisión y Franco Alfano fue comisionado para concluirla.

### Representaciones
El estreno de Turandot se celebró en el Teatro de La Scala de Milán, el 25 de abril de 1926. El director era Arturo Toscanini y los intérpretes eran los siguientes:
- Turandot - Rosa Raisa
- Calaf - Miguel Fleta
- Liú - Maria Zamboni
- Timur - Carlo Walter
- Ping - Giacomo Rimini

En la mitad del acto tercero, dos compases después de las palabras "Liú, poesía!", la orquesta se detuvo, Toscanini bajó la batuta, se volvió al público y dijo "Qui il Maestro finí" ("Aquí terminó el maestro"). El telón descendió lentamente. Las representaciones posteriores incluyeron el final compuesto por Alfano.
En 2002, Luciano Berio compuso un nuevo final para Turandot que fue recibido con críticas mixtas (puede verse en la versión de Salzburgo con Gergiev).
Turandot sigue siendo una de las óperas más populares; en las estadísticas de Operabase aparece la n.º 15 de las cien óperas más representadas en el período 2005-2010, siendo la 9.ª en Italia y la cuarta de Puccini, después de La bohème, Tosca y Madama Butterfly.

### Censura en China
Durante muchos años, la República Popular China prohibió la representación de Turandot, porque consideró que menospreciaba a China y a los chinos. Hacia finales de 1990 se reconsideró, y en septiembre de 1998 fue estrenada y estuvo durante ocho noches en la Ciudad Prohibida con opulentos escenarios y soldados del ejército como extras. Fue una producción internacional cuya puesta en escena estuvo a cargo de Zhang Yimou, como director de escena, y Zubin Mehta, como director musical. El protagonismo dramático-vocal recayó en Giovanna Casolla, como la Princesa Turandot; Sergei Larin, como Calaf; y Barbara Hendricks y Barbara Frittoli, alternando en el papel de Liú.

### Intérpretes
Entre las máximas intérpretes del difícil rol de la princesa de hielo se cuentan su creadora Rosa Raisa, Claudia Muzio, María Jeritza, Eva Turner, Gina Cigna, Maria Callas, Inge Borkh, Gertrud Grob-Prandl y otras; siendo en la década de los 60 la soprano sueca Birgit Nilsson su mejor exponente. La sucedieron las inglesas Amy Shuard, Rita Hunter y Jane Eaglen, la húngara Eva Marton, la búlgara Ghena Dimitrova, y la española Montserrat Caballé, otrora una importante Liú.
El aria de Calaf fue caballo de batalla de Luciano Pavarotti pero anteriormente Beniamino Gigli, Miguel Fleta, Jussi Björling, Mario del Mónaco y especialmente Franco Corelli habían conquistado audiencias en el papel. Como la esclava Liú, son inolvidables las intervenciones de Magda Olivero, Anna Moffo, Montserrat Caballé, Renata Tebaldi, Renata Scotto y Mirella Freni.
La reunión de Birgit Nilsson y Franco Corelli en el escenario del Met fue una de las principales atracciones del teatro en los años sesenta. Dicen que Giacomo Puccini escribió esta ópera pensando en una voz como la de Giacomo Lauri-Volpi, quien realizó interpretaciones majestuosas de Turandot, incluyendo la noche de 1972 cuando a los 79 años interpretó Nessun dorma en el Gran Teatro del Liceo.

## Personajes
| Personaje | Tesitura          | Elenco del estreno, 25 de abril de 1926 (Director: Arturo Toscanini) |
| --- | ----------------- | -------------------------------------------------------------------- |
| Turandot, princesa del Imperio chino | soprano dramática | Rosa Raisa                                                           |
| Calàf, el «príncipe desconocido» | tenor dramático   | Miguel Fleta                                                         |
| Liú, esclava | soprano lírica    | Maria Zamboni                                                        |
| Timur, depuesto rey de Tartaria, padre de Calàf | bajo              | Carlo Walter                                                         |
| Ping, Gran Canciller | barítono          | Giacomo Rimini                                                       |
| Pang, Gran Administrador | tenor buffo       | Emilio Venturini                                                     |
| Pong, Gran Cocinero | tenor buffo       | Giuseppe Nessi                                                       |
| Altoum, emperador de China, padre de Turandot | tenor             | Francesco Dominici                                                   |
| Un mandarín | barítono          | Aristide Baracchi                                                    |
| Un príncipe persa | tenor             | No mencionado en el programa original                                |
| Pu-Tin-Pao, verdugo | papel mudo        | No mencionado en el programa original                                |
| Guardias imperiales, los hombres del verdugo, niños, sacerdotes, mandarines, dignatarios, ocho hombres sabios, doncellas de Turandot, soldados, portaestandartes, músicos, fantasmas de los pretendientes, público |                   |                                                                      |

## Argumento

### Acto I
Escena 1. Frente al palacio imperial
En la primera escena el pueblo de Pekín escucha la proclama de uno de los mandarines del emperador ("Popolo di Pechino..."), por la que hace saber que la princesa se casará con aquel príncipe que responda correctamente los tres acertijos impuestos por su majestad. De no hacerlo así, el pretendiente morirá. Acto seguido, se comunica que el Príncipe de Persia ha fallado; por lo tanto morirá al salir la luna. La gente acude en masa a tal suceso. Llega entonces a la ciudad un anciano ciego, acompañado por una mujer que lo guía. Entre la multitud el ciego cae al suelo y es recogido por otro desconocido, que inmediatamente le reconoce como su padre: se revela entonces que el ciego es en realidad Timur, rey de los tártaros, quien, tras perder la batalla, fue exiliado junto a una esclava, Liú, que le sirve de guía y mendiga por él. El desconocido que le recoge no es otro que Calaf (cuyo nombre se descubre al final de la ópera, conociéndose a lo largo de ella como "el ignoto" o "el desconocido"), el príncipe tártaro, quien, ante el gesto de la esclava, pregunta por qué tan noble acto, y ella responde tímidamente que porque "un día, en palacio, usted me sonrió".
El verdugo Pu-Tin-Pao aparece ante el clamor del pueblo, que canta sobre la sangre derramada en el reino de Turandot, la princesa. Todo es jolgorio hasta que aparece el príncipe de Persia, joven apuesto y sereno, y el pueblo enmudece de compasión; enseguida piden piedad por su vida ("O giovanotto! Grazia, grazia..."). El desconocido príncipe que había ayudado a su padre en las calles observa con horror el espectáculo y se une al pueblo despreciando tan cruel acto. Pero es allí cuando hace su aparición la princesa, quien, con un gesto inmisericorde, ordena al verdugo que prosiga con la ejecución y vuelve a sus aposentos. El príncipe de misterioso origen cae completamente cegado ante la belleza de la princesa ("O divina bellezza! O meraviglia!"), de tal forma que decide quedarse allí y, sin escuchar las súplicas de su padre y de la esclava para entrar en razón, decide probar su suerte para conquistar el corazón de la princesa. Cuando se dispone a golpear el gong tres veces para entrar a la prueba, tres ministros del emperador, Ping, Pang y Pong, le cortan el paso para intentar convencerlo de que no se arriesgue por algo así, ya que, de todas formas, Turandot es solo una mujer y, siendo él tan poderoso, podría conseguir cuantas mujeres quisiera.
En ese momento, algunas cortesanas aparecen pidiendo silencio. Liú, la esclava, ruega otra vez al príncipe que desista, en uno de los momentos más dramáticos y cautivadores del primer acto, un aria que requiere un tono soprano muy cuidado en su modulación y ejecución ("Signore ascolta"). Pero el príncipe le dice que ya es tarde ("Non piangere Liù"), y que lo hará de todas formas, por lo que le pide que acompañe a su padre antes de dirigirse al gong gigante montado en el escenario, que golpea tres veces (uno de los momentos más dramáticos de la ópera).

### Acto II
Escena 1. Un pabellón en el palacio imperial. Antes del amanecer.
Los tres ministros, Ping, Pang y Pong, narran sus desventuras y las situaciones por las que han tenido que pasar por el capricho de la princesa, en un acto más liviano para el espectador. Hacen un repaso de los distintos pretendientes que la princesa ha tenido y los tres cantan para finalizar, que puedan por fin volver un poco a sus hogares para descansar tras un final feliz con casamiento y poder lograr así un poco de paz para China. Desde el palacio les anuncian que se presenten para el enésimo pretendiente, lo que nos lleva al siguiente cuadro.
Escena 2. El patio del palacio. Amanecer.
Llegan los ministros, y los guardias y cortesanas se aprestan a la llegada del emperador, quien preside la ceremonia, aclamado por el pueblo. Él mismo intenta advertir y detener al príncipe, deseando querer parar con el baño de sangre y no queriendo "cargar con el peso de la joven vida" por las pruebas, pero recibe la negativa del solicitante. El mandarín lee nuevamente la ley impuesta al perdedor, quien deberá morir si falla.
Turandot aparece en escena y explica el porqué de su fría actitud frente a sus pretendientes ("In questa reggia..."). Una de sus antepasadas, la princesa Lou-Ling, fue violada por un extranjero y dejada por muerta. Ella desea vengarla entonces, imponiendo su prueba mortal a todos los príncipes que vienen de distintos reinos para conquistarla. Luego, Turandot misma, formula los enigmas. El primero es: "En la oscura noche vuela un fantasma iridiscente. Se eleva y despliega las alas sobre la negra e infinita humanidad. Todo el mundo lo invoca y todo el mundo lo implora, pero el fantasma desaparece con la aurora para renacer en el corazón. ¡Y cada noche nace y cada día muere!". El príncipe piensa y acierta respondiendo: "la esperanza". Turandot prosigue: "Surge como una llama, y no es llama. Es a veces delirio. Es fiebre de ímpetu y ardor. La inercia lo torna en languidez. Si se pierde o mueres, se enfría. Si anhelas la conquista, se inflama. Tiene una voz, que escuchas palpitante, y del ocaso, el vivo resplandor", y la respuesta al segundo enigma es "la sangre". Finalmente, temblorosa y perdiendo la compostura, formula el tercer enigma: "Hielo que te inflama y con tu fuego aún más se hiela. Cándida y oscura. Si libre te quiere, te hace más esclavo. Si por esclavo te acepta, te hace rey". Al verlo dudar por varios instantes, Turandot ríe de la suerte del concursante. Éste, al observarla directamente a los ojos y contemplar su belleza, se reincorpora triunfante y responde: "Turandot". El consejo de mandarines acepta la respuesta como correcta y el reino se regocija, vitoreando al ganador. Entonces, ella clama a su padre por piedad que no entregue a su hija en manos de este extranjero, pero el emperador contesta que la palabra fue dada. El príncipe, al ver la resistencia de la princesa le propone un nuevo acertijo: si ella adivina su nombre antes del alba, él morirá ("Dimmi il mio nome e all'alba morirò..."). Ella acepta la apuesta.

### Acto III
Escena 1. Jardines del palacio. Noche.

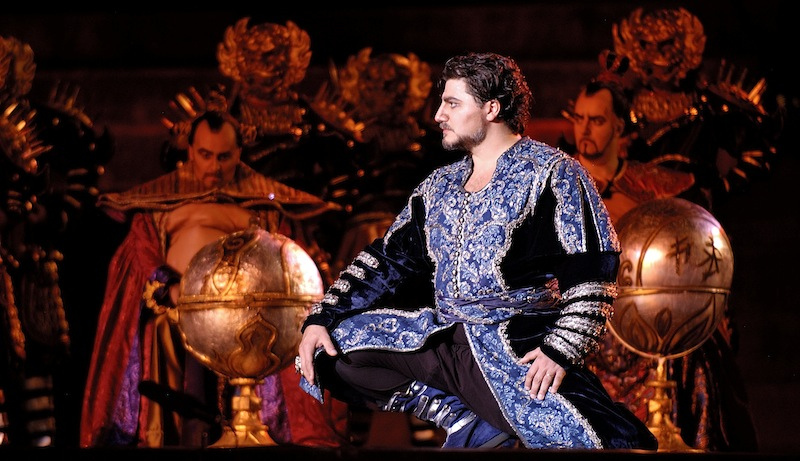
José Cura interpretó el personaje de Calaf en Turandot, en la Arena de Verona en 2005.

Turandot ordena que habrá pena de muerte para todo aquel que sepa el nombre del príncipe y no lo diga. Los guardias recorren las calles entonces, pidiendo que nadie duerma en Pekín. El príncipe entonces canta el aria más famosa de la ópera, "Nessun dorma" ("Nadie duerma") en la noche, y que es la pieza más destacada de la obra. Ping, Pang y Pong se presentan nuevamente intentando convencer al príncipe otra vez para que termine con esto, intentando ofrecerle mujeres y riquezas, pero él sigue firme en su decisión de conseguir lo que se propuso. Los guardias, entonces, encuentran a su padre, Timur, y a Liú, a quien amenazan de muerte para que revele el nombre del príncipe. Llegan la princesa y Ping, quienes, a través del verdugo, empiezan a torturarla, pero Liú, entonces, declara que ella sabe el nombre, pero se niega a declararlo incluso diciendo que pueden torturarla hasta el cansancio, pero ella no cederá. Se ejecuta entonces otra importante aria dentro de este acto, cargada de dramatismo romántico en donde Turandot pregunta a Liú el por qué de su fuerza interior para soportar tal dolor ("Chi pose tanta forza nel tuo cuore?" — ¿Quién puso tanta fuerza en tu corazón?), a lo que la esclava responde que es el amor ("Principessa, l'amore!"). Le brinda entonces, según sus palabras, su amor a su señor mediante el silencio del amor inconfeso, agregando que si ella le brinda su nombre, ella le dará su amor y ya no le quedará nada. Le advierte incluso a la princesa que ella también caerá rendida a su amor, y en un acto final de sacrificio por amor ("Tu che di gel sei cinta"), toma una de las armas de los guardias a su lado y se suicida. El coro de la gente de Pekín grita "Parla! Parla! Il nome!", mientras Liú muere en brazos del príncipe, manteniendo su palabra hasta el final. Su padre, Timur, se retira junto al cuerpo de Liú, el cual es trasladado por los guardias a su morada final. Perturbado por el acontecimiento, el príncipe se enfrenta a Turandot recriminándole su frialdad al derramar sangre inocente ("Principessa di morte, Principessa di gelo!") y agregando que "su hielo es una mentira". Tras una larga conversación, el príncipe logra besarla, quebrando la rígida actitud de la vengativa monarca, al punto de que acepta su derrota, pidiéndole que no la estreche entre sus brazos. Finalmente, el príncipe, con resignación revela su nombre: "Io son Kalaf, figlio di Timur" ("Soy Calaf, hijo de Timur"). Es el amanecer, y suenan las trompetas de palacio.
Escena 2. El patio del palacio. Amanecer.
El Emperador se hace presente junto a toda su corte frente a su pueblo ("Diecimila anni al nostro Imperatore!"), para que su hija, la princesa Turandot revele el nombre del misterioso príncipe. Todos esperan expectantes la respuesta y cuando el momento llega, ella responde a su padre que conoce el nombre del extranjero "Il suo nome è ...Amor" ("Su nombre es... amor"). El pueblo estalla en alegría, exclamando:
| Amor! O sole! Vita! Eternità! Luce del mondo e amore! Ride e canta nel sole l'infinità nostra felicità! Gloria a te! Gloria a te! Gloria! | ¡Amor! ¡Oh, sol! ¡Vida! ¡Eternidad! ¡Luz del mundo es el amor! ¡Ríe y canta bajo el sol nuestra infinita felicidad! ¡Gloria a ti! ¡Gloria a ti! ¡Gloria! |

La celebración se realiza dentro de un vibrante final, con todos los coros participantes de la obra cantando esta última estrofa juntos.

## Instrumentación
La partitura está escrita para las voces solistas, un coro mixto y una orquesta formada por:
- Viento maderas: 3 flautas (la tercera doblando al flautín), 2 oboes, 1 corno inglés, 2 clarinetes en si bemol, 1 clarinete bajo, 2 fagotes, 1 contrafagot, 2 saxofones altos en escena en mi bemol.
- Viento metal: 4 trompas en fa, 3 trompetas en fa, 3 trombones, 1 trombón bajo.
- Percusión: timbales, bombo, caja, platillos, triángulo, tam-tam, gong, glockenspiel, 2 xilófonos (el 2º bajo), campanas tubulares, gongs chinos afinados.
- Teclados: órgano, celesta.
- Cuerda: 2 arpas y una sección de cuerdas con violines I y II, violas, violonchelos y contrabajos.
- En escena: 2 saxofones altos, 6 trompetas en si bemol, 3 trombones, 1 trombón bajo, caja china, gong grande.

## Discografía selecta
En la página web Operadis aparecen más de ciento veinte grabaciones de la ópera. La siguiente selección de la discografía está realizada incluyendo las mencionadas en La discoteca ideal de la ópera, La discoteca ideal de música clásica y The New Penguin Guide to Compact Discs and Cassettes.
| Año  | Elenco (Turandot, Calàf, Liú, Timur)                                     | Director, Teatro de ópera y orquesta                                                                   | Sello discográfico                        |
| ---- | ------------------------------------------------------------------------ | --- | ----------------------------------------- |
| 1938 | Gina Cigna, Francesco Merli, Magda Olivero, Luciano Neroni               | Franco Ghione, Coro y orquesta de la RAI, Turín                                                        | Audio CD: Naxos Cat: 8.110193-94          |
| 1957 | Maria Callas, Eugenio Fernandi, Elisabeth Schwarzkopf, Nicola Zaccaria   | Tullio Serafin, Coro y orquesta del Teatro de La Scala                                                 | Audio CD: EMI Classics Cat: 56307         |
| 1959 | Birgit Nilsson, Jussi Björling, Renata Tebaldi, Giorgio Tozzi            | Erich Leinsdorf, Orquesta del Teatro de la Ópera de Roma, coro del Teatro de la¨´Opera de Roma         | Audio CD: RCA VIctor Cat: 09026626872     |
| 1965 | Birgit Nilsson, Franco Corelli, Renata Scotto, Bonaldo Giaiotti          | Francesco Molinari-Pradelli, Orquesta del Teatro de la Ópera de Roma, Coro del Teatro de Ópera de Roma | Audio CD: EMI Classics Cat: 077776932729  |
| 1972 | Joan Sutherland, Luciano Pavarotti, Montserrat Caballé, Nicolai Ghiaurov | Zubin Mehta, Orquesta Filarmónica de Londres, Coro John Alldis, coro de niños de la Wandsworth School  | Audio CD: Decca Cat: 414274               |
| 1981 | Katia Ricciarelli, Plácido Domingo, Barbara Hendricks, Ruggero Raimondi  | Herbert von Karajan, Orquesta y coro de la Ópera Estatal de Viena, coro de niños de Viena              | Audio CD: Deutsche Grammophon Cat: 423855 |
| 1984 | Eva Marton, José Carreras, Katia Ricciarelli, Kurt Rydl                  | Lorin Maazel, Orquesta Filarmónica de Viena, Coro de la Ópera Estatal de Viena,                        | Audio CD: CBS Masterworks Cat: M2J39160   |